# Negara
Negara ist ein Distrikt (Kecamatan) im Regierungsbezirk (Kabupaten) Jembrana der indonesischen Provinz Bali. Der Distrikt liegt etwas nördlich der Mitte dieses Kabupaten und grenzt im Nordwesten an den Kecamatan Melaya und im Osten an Jembrana. Die Balisee mit ihrer etwa 15 km langen Küstenlinie bildet im Südwesten eine natürliche Grenze. Mit knapp 100.000 Einwohnern ist Negara der bevölkerungsreichste Kecamatan aller fünf bestehenden im Regierungsbezirk.

## Verwaltungsgliederung
Negara gliedert sich in acht Desa, vier Kelurahan sowie 50 Banjar Dinas/Lingkungan und 42 Banjar Adat.
| Kode PUM 1    | Dorf 2             | Fläche (km²) Ende 2021 | Einwohner Census 2010 | Einwohner Census 2020 | Einwohner Ende 2021 | Dichte Einw. pro km² |
| ------------- | ------------------ | ---------------------- | --------------------- | --------------------- | ------------------- | -------------------- |
| 51.01.01.2001 | Cupel              | 3,11                   | 3.795                 | 4.628                 | 4.813               | 1.547,6              |
| 51.01.01.2002 | Baluk              | 8,79                   | 5.694                 | 7.476                 | 7.659               | 871,3                |
| 51.01.01.2003 | Banyu Biru         | 8,70                   | 8.394                 | 10.212                | 10.289              | 1.182,6              |
| 51.01.01.2004 | Kaliakah           | 18,51                  | 7.510                 | 9.080                 | 9.432               | 509,6                |
| 51.01.01.2005 | Berangbang         | 21,73                  | 5.744                 | 7.012                 | 7.399               | 340,5                |
| 51.01.01.1006 | Baler Bale Agung   | 16,70                  | 10.054                | 12.063                | 12.046              | 721,3                |
| 51.01.01.1008 | Banjar Tengah      | 0,91                   | 4.231                 | 5.726                 | 6.207               | 6.820,9              |
| 51.01.01.2009 | Tegal Badeng Timur | 3,80                   | 3.828                 | 4.587                 | 4.879               | 1.283,9              |
| 51.01.01.2010 | Tegal Badeng Barat | 3,38                   | 4.747                 | 6.119                 | 6.267               | 1.854,1              |
| 51.01.01.2011 | Pengambengan       | 7,54                   | 11.213                | 13.333                | 13.215              | 1.752,6              |
| 51.01.01.1013 | Lelateng           | 4,70                   | 8.941                 | 10.852                | 10.902              | 2.319,6              |
| 51.01.01.1014 | Loloan Barat       | 0,55                   | 3.667                 | 4.651                 | 5.021               | 9.129,1              |
| 51.01.01      | Kec. Negara        | 98,41                  | 77.818                | 95.739                | 98.129              | 997,1                |
Ergebnisse aus Zählungen: 2010 und 2020 bzw. Fortschreibung

## Bevölkerung

### Bevölkerungsentwicklung der letzten drei Halbjahre
| Datum      | Fläche (km²) | Einwohner | männlich | weiblich | Dichte (Einw./km²) | Sex Ratio (m*100/w) |
| ---------- | ------------ | --------- | -------- | -------- | ------------------ | ------------------- |
| 31.12.2020 | 98,41        | 98.482    | 49.977   | 48.505   | 1.000,7            | 103,0               |
| 30.06.2020 | 98,41        | 97.320    | 49.329   | 47.991   | 988,9              | 102,8               |
| 31.12.2020 | 98,00        | 98.129    | 49.716   | 48.413   | 1.001,3            | 102,7               |
Fortschreibungsergebnisse